# Hanna (Oklahoma)
Hanna é uma cidade  localizada no estado norte-americano de Oklahoma, no Condado de McIntosh.

## Demografia
Segundo o censo norte-americano de 2000, a sua população era de 133 habitantes.
Em 2006, foi estimada uma população de 134, um aumento de 1 (0.8%).

## Geografia
De acordo com o United States Census Bureau tem uma área de
0,3 km², dos quais 0,3 km² cobertos por terra e 0,0 km² cobertos por água.

## Localidades na vizinhança
O diagrama seguinte representa as localidades num raio de 24 km ao redor de Hanna.